# Five More Hours
Five More Hours è un singolo del dj e produttore statunitense Deorro e del cantante statunitense Chris Brown.
Pubblicato il 3 marzo 2015 dalla Ultra Music, il brano è una versione alternativa di Five Hours, singolo pubblicato da Deorro il 7 aprile 2014.

## Video musicale
Il video musicale, diretto da Andrew Sandler e girato in California, è stato pubblicato il 30 aprile 2015 sul canale YouTube dell'etichetta discografica Ultra Music.
Nella scena iniziale, Brown è in viaggio con il rapper Travis Scott su una tipica strada desertica californiana. Diretti al Coachella Festival per la presentazione del singolo Five More Hours, i cantanti restano bloccati sulla strada a causa di un'avaria dell'automobile, ma riescono fortunatamente a salire su uno scuolabus di passaggio diretto proprio al concerto. Il bus è condotto da Deorro e ha come passeggeri un gruppo di ragazze che festeggiano. I minuti finali del video mostrano Chris Brown e Deorro che si esibiscono e festeggiano sul palco del Coachella.